# Nymphargus armatus
Nymphargus armatus es una especie de anfibio anuro de la familia Centrolenidae.

## Descripción
Es una rana de tamaño variable de 23.3 a 24.8 mm. Posee una coloración verde pálida pero blanca en el peritoneo parietal y pericardial, con variaciones amarillentas hacia los laterales y en ocasiones con manchas verdes más oscuras. Tiene el iris gris pálido y cobrizo alrededor de la pupila con manchas negras arriba de esta y reticulaciones grises por debajo. Su cabeza es ligeramente más ancha que el cuerpo. Posee una membrana interdigital notable fácilmente. Su hocico es truncado en vista dorso-lateral, ligeramente deprimido entre las fosas nasales. La cresta ventral del húmero es alargada con filos irregulares. Posee tubérculos palmares prominentes de tamaño similar al tubérculo tenar. Los machos tienen almohadilla nupcial espinosa, con espinas poco queratinizadas y de coloración verde pálido. Su tímpano tiene una orientación posterolateral y es redondo.

## Distribución geográfica
Esta especie es endémica del departamento de Valle del Cauca de Colombia. Habita en El Cairo a 2160 m de altitud en la Cordillera Occidental. Se conoce únicamente alrededor del sector de El Boquerón. Se han muestreado los arroyos del sector en un rango de 5 km sin arrojar registros de esta especie por lo que su distribución es muy restringida.

## Publicación original
- Lynch & Ruiz-Carranza, 1996 : A remarkable new centrolenid frog from Colombia with a review of nuptial excrescences in the family. Herpetologica, vol. 52, n.º 4, p. 525-535.[6]